# National Security Agency
La National Security Agency (NSA, Agenzia per la Sicurezza Nazionale), è un organismo del Dipartimento della difesa degli Stati Uniti d'America responsabile della sicurezza nazionale. In particolare è l'ente incaricato della sicurezza interno/estero. Differisce dal lavoro dell'FBI o della CIA in quanto non dispone di agenti sul campo e si concentra principalmente nel monitoraggio e nella raccolta di informazioni e dati a fini di intelligence e controspionaggio estero e nazionale. Ha inoltre lo scopo di proteggere i dati e le comunicazioni degli enti governativi e militari degli Stati Uniti come le informazioni tra la Casa Bianca e altri organi di stato. Si occupa inoltre di garantire la sicurezza di informazioni tra le ambasciate statunitensi all'estero e gli Stati Uniti e in generale garantire la sicurezza di informazioni riservate o segrete.
È in grado di intercettare la maggior parte delle trasmissioni telefoniche all'interno del paese, di monitorare le reti internet e intercettare la maggior parte delle e-mail in viaggio tra i server.

## Storia
La storia dell'NSA può essere tracciata partendo dalla sua origine di organizzazione inizialmente sviluppata con il Dipartimento della difesa al pari dell'Agenzia di Sicurezza delle Forze Armate dal 20 marzo 1949. Tale agenzia non era responsabile delle direzione delle unità di comunicazione e di spionaggio elettronico (Army Security Agency, Naval Security Group e Air Force Security Service). Comunque, l'agenzia aveva poco potere e mancava di un meccanismo di coordinamento centralizzato. La creazione dell'NSA risultò da una nota del 10 dicembre 1951, inviata dal direttore della CIA, Walter Bedell Smith a James B. Lay, segretario esecutivo del Consiglio per la sicurezza nazionale.
Nella nota si osservava che "il controllo e la coordinazione, della raccolta e analisi delle comunicazioni dell'intelligence si è rivelata inefficace" e raccomandava un'indagine sulle attività dell'intelligence sulle comunicazioni. La proposta venne approvata il 13 dicembre 1951, e lo studio autorizzato il 28 dicembre dello stesso anno. Il rapporto venne completato il 13 giugno 1952. Generalmente noto come "Rapporto della Commissione Brownell", dal presidente della commissione Herbert Brownell, esso analizzò la storia delle attività dell'intelligence delle comunicazioni statunitensi e suggerì il bisogno di un maggiore livello di coordinazione e direzione a livello nazionale. Come indica il cambio nel nome dell'agenzia di sicurezza, il ruolo dell'NSA venne esteso oltre quello delle forze armate.
L'NSA venne autorizzata nel giugno 1952 dal presidente Harry S. Truman con un ordine esecutivo e venne istituita formalmente nel novembre successivo. L'ordine esecutivo di Truman era esso stesso classificato e rimase sconosciuto al pubblico per più di una generazione.

### Camera nera
L'attività di sorveglianza sulle telecomunicazioni svolta dalla NSA ha un precedente nella cosiddetta "Camera Nera", gestita dal MI-8 (conosciuto come Cipher Bureau and Military Intelligence Branch) prima del suo scioglimento nel 1918. La Camera Nera si trovava sulla East 37th Street a Manhattan. Il suo scopo era quello di violare i codici di comunicazione dei governi stranieri. Sostenuta congiuntamente dal Dipartimento di Stato e dal Dipartimento di Guerra, la camera persuase la Western Union, la più grande azienda telegrafica statunitense, a consentire ai funzionari del governo di controllare le comunicazioni private che passavano attraverso i fili della società.
Altre "Camere Nere" sono state trovate anche in Europa. Sono state istituite dai governi francese e britannico per leggere le lettere di individui mirati, utilizzando una varietà di tecniche per surrettiziamente aprire, copiare, e richiudere la corrispondenza prima di inoltrarla ai destinatari ignari.
Nonostante i successi iniziali, la Camera Nera americana fu chiusa nel 1929 dal segretario di Stato americano Henry L. Stimson, che difese la sua decisione affermando: "I gentiluomini non si leggono a vicenda la posta".

### Coinvolgimento nella crittografia non-governativa
L'NSA è stata coinvolta in dibattiti sulle politiche pubbliche, sia come consigliere dietro le quinte per altri dipartimenti, sia direttamente, durante e dopo la direzione del vice ammiraglio Bobby Ray Inman.
L'NSA venne profondamente coinvolta in controversie riguardanti il suo coinvolgimento nella creazione del Data Encryption Standard (DES), un sistema di cifratura standard e pubblico, usato dal governo statunitense. Durante il suo sviluppo da parte dell'IBM negli anni 1970, la NSA raccomandò modifiche all'algoritmo. Ci fu il sospetto che l'agenzia avesse deliberatamente indebolito l'algoritmo a sufficienza da permetterle di intercettarlo se necessario. Il sospetto era che un componente critico – le cosiddette S-Box – fosse stato alterato per inserire una backdoor e che la lunghezza della chiave fosse stata ridotta, rendendo più facile alla NSA scoprirla, usando una massiccia potenza di calcolo.
La reinvenzione pubblica della tecnica nota come crittanalisi differenziale suggerì che una delle modifiche (alle S-Box) fosse in realtà stata suggerita per rafforzare l'algoritmo contro questo – all'epoca sconosciuto al pubblico – metodo di attacco. La criptoanalisi differenziale rimase sconosciuta al pubblico fino a quando non venne reinventata indipendentemente e pubblicata, qualche decennio dopo. D'altra parte l'abbreviazione della chiave crittografica da 128 bit, come raccomandata nella proposta IBM, a soli 56 bit può essere interpretata solo come un indebolimento intenzionale dell'algoritmo da parte dell'NSA, che rende possibile una ricerca esaustiva della chiave a chi dispone della potenza di calcolo e delle sovvenzioni necessarie.
Forse a causa della precedente citata controversia, il coinvolgimento dell'NSA nella scelta di un successore del DES, l'Advanced Encryption Standard (AES), venne limitata al test delle prestazioni hardware.
L'NSA fu una parte importante nel dibattito della metà degli anni 1990 sull'esportazione della crittografia. Il software e l'hardware crittografici sono stati per lungo tempo classificati, assieme ad aerei da combattimento, carri armati, cannoni e bombe atomiche, come munizioni controllabili.
L'NSA/CSS ha, talvolta, tentato di limitare la pubblicazione di ricerche accademiche sulla crittografia; ad esempio la cifratura Khufu e Khafre.

### ECHELON
L'NSA/CSS, in combinazione con le equivalenti agenzie di Regno Unito (Government Communications Headquarters), Canada (Communications Security Establishment), Australia (Defence Signals Directorate), e Nuova Zelanda (Government Communications Security Bureau), altrimenti note come gruppo UKUSA, è ritenuta responsabile, tra le altre cose, del funzionamento del sistema ECHELON. Si ritiene che le capacità di tale ente comprendano l'abilità di monitorare una grande fetta delle comunicazioni civili, telefoniche, fax e dati del mondo. Il sistema ha una delle sue basi più importanti nella stazione nominalmente diretta dalla RAF di Menwith Hill 54°00′58.32″N 1°40′57.36″W vicino a Harrogate (Yorkshire). Un altro sito, a Sugar Grove (Virginia Occidentale), intercetta tutte le comunicazioni internazionali che entrano dagli USA orientali, mentre un sito nei pressi di Yakima (Washington) intercetta il traffico negli USA Occidentali, secondo un rapporto del New York Times del 25 dicembre 2005.
Dal punto di vista tecnico, quasi tutte le moderne comunicazioni telefoniche, internet, fax e via satellite sono sfruttabili a causa dei recenti progressi tecnologici e della natura "aperta" di molte delle comunicazioni radio in tutto il mondo.
Le presunte operazioni di raccolta dell'NSA hanno generato molte critiche, che nascono dall'assunto che l'NSA/CSS rappresenti una violazione della privacy dei cittadini statunitensi. Comunque, la Direttiva 18 della United States Signals Intelligence dell'NSA proibisce decisamente l'intercettazione o la raccolta di informazioni riguardanti "[...] persone, entità, aziende o organizzazioni statunitensi[...]" senza esplicito permesso scritto del Procuratore Generale degli Stati Uniti. La Corte Suprema ha sentenziato che le agenzie di intelligence non possono condurre operazioni di sorveglianza contro cittadini statunitensi. Esistono naturalmente pochi casi estremi in cui raccogliere informazioni su un'entità statunitense può essere permesso senza una deroga all'USSID 18, come nel caso di un segnale di richiesta di aiuto civile, o per emergenze improvvise (come l'11 settembre; comunque il Patriot Act ha modificato significativamente la legittimità della privacy).
Le prove suggeriscono fortemente che in pratica, l'NSA/CSS aggira le restrizioni sulla sorveglianza interna grazie alle agenzie sue partner, di altre nazioni, le quali spiano i cittadini statunitensi mentre l'NSA restituisce il favore a queste, evitando in questo modo di spiare illegalmente i propri cittadini.
Nel passato ci sono stati presunti casi di violazioni improprie dell'USSID 18, che avvennero in violazione dello statuto dell'NSA che vietava tali atti. Inoltre, ECHELON è guardato con indignazione dai cittadini di paesi esterni all'alleanza UKUSA, con diffusi sospetti che il governo statunitense lo usi per motivi diversi dalla sicurezza nazionale, compresi lo spionaggio politico e industriale. Lo scopo dichiarato dell'NSA/CSS è unicamente quello di acquisire informazioni importanti di intelligence riguardanti la sicurezza nazionale o le operazioni di intelligence militare in corso.

### Intercettazioni telefoniche
Il 16 dicembre 2005, il New York Times pubblicò una storia nella quale si asseriva che, su pressione della Casa Bianca e con un ordine esecutivo del presidente George W. Bush, la National Security Agency, in un tentativo di ostacolare il terrorismo, aveva condotto intercettazioni telefoniche non autorizzate su individui negli USA che chiamavano persone al di fuori del paese. Secondo il Times:
La Casa Bianca chiese al The New York Times di non pubblicare questo articolo, sostenendo che poteva mettere a repentaglio il proseguimento delle investigazioni e allertare i potenziali terroristi sul fatto di essere sotto osservazione. Dopo essersi incontrati con funzionari anziani dell'amministrazione per ascoltare le loro preoccupazioni, il quotidiano ritardò la pubblicazione di un anno per condurre ulteriori indagini. Alcune informazioni su cui i funzionari dell'amministrazione discussero potevano essere utili ai terroristi e vennero omesse.
La notizia delle intercettazioni innescò un lamento da parte dei membri del Congresso e di organizzazioni che consideravano queste azioni come violazioni della legge e abuso dei diritti costituzionali. Il senatore Arlen Specter, esponente del Partito Repubblicano, presidente della Commissione giustizia del Senato, disse che "non c'è dubbio che ciò sia inappropriato" e "chiaramente e categoricamente sbagliato" e che avrebbe svolto audizioni sulla questione all'inizio del 2006.
La sua richiesta di indagini fu ripresa dal congressista Rob Simmons, repubblicano, presidente della sottocommissione sull'intelligence della Commissione della Camera sulla sicurezza nazionale. "Le intercettazioni erano rigidamente studiate per contrastare possibili minacce terroristiche negli Stati Uniti o c'era molto, molto di più?" chiese durante una dichiarazione. Come per ECHELON, alcuni credono che la politica della Casa Bianca contraddica la direttiva 18, la quale afferma: Le comunicazioni da, verso o riguardo a un cittadino statunitense... non possono essere raccolte intenzionalmente senza autorizzazione. La sorveglianza per prevenire il terrorismo è coperta dal titolo II del Patriot Act.
Scott McClellan, addetto stampa della Casa Bianca, si rifiutò di commentare la notizia del 16 dicembre, sostenendo che "c'è una ragione per cui non intendiamo discutere attività di intelligence in corso, poiché potrebbe compromettere i nostri sforzi nel prevenire che accadano attacchi." Il giorno seguente, 17 dicembre, il presidente fece un annuncio di 8 minuti in diretta televisiva, invece del solito discorso radiofonico settimanale, e confermò che aveva autorizzato le ricerche e le intercettazioni senza mandato. Visibilmente arrabbiato, egli difese le sue azioni come "cruciali per la nostra sicurezza nazionale" e disse che il popolo statunitense si aspettava da lui di "fare tutto ciò che è in mio potere, secondo le nostre leggi e la Costituzione, per proteggere loro e le loro libertà civili" fintanto che esisteva una "continua minaccia" da parte di Al-Qāʿida. Il presidente ebbe anche parole dure per quelli che fecero uscire la notizia, dicendo che avevano agito illegalmente. "La rivelazione non autorizzata di questi sforzi danneggia la nostra sicurezza nazionale e mette a rischio i nostri cittadini", disse Bush.
Il senatore Russ Feingold (D-WI) definì il discorso del presidente "mozzafiato per quanto era estremo", nel corso di un'intervista telefonica con l'Associated Press. Aggiunse inoltre, "Se questo è vero, non ha bisogno del Patriot Act perché può decidere strada facendo. Ve lo dico, lui è il presidente George Bush, non Re George Bush. Questo non è il sistema di governo che abbiamo e per il quale combattiamo". Feingold fu parimenti duro in un'intervista alla CNN. "Abbiamo un presidente, non un re", disse. Il senatore Patrick Leahy (D-VT), il democratico di più alto grado nella Commissione giustizia, aggiunse in seguito, "L'Amministrazione Bush sembra credere di essere al di sopra della legge."
I critici delle rivelazioni del NYT sostengono che il presidente ha l'autorità di ordinare tali azioni in virtù dell'Ordine esecutivo 12333 firmato dal presidente Reagan nel 1981.
Il Dipartimento della Giustizia degli Stati Uniti aprì un'investigazione a fine dicembre 2005 per cercare di determinare la fonte del New York Times.

## Generalità
Per assolvere al suo compito l'NSA può controllare buona parte del traffico telefonico americano, e ha a disposizione un numero imprecisato di satelliti sempre puntati sull'America. Essendo nata molto silenziosamente, e occupandosi di servizi di sicurezza e intelligence, in passato è stata fatta ironia sull'acronimo che la definisce traducendolo in No Such Agency, ovvero l'agenzia che non esiste.
Si ritiene che l'NSA sia la più grande agenzia di intelligence statunitense.
Fondata negli Stati Uniti da un ordine esecutivo presidenziale nel 1947, insieme con la CIA, l'omologa agenzia che si occupa dello spionaggio esterno, l'NSA lavora in stretta interdipendenza con il Dipartimento della Difesa Statunitense. L'NSA è una delle componenti chiave della comunità di intelligence statunitense che fa capo al direttore dell'Intelligence nazionale. Anche se è stata finanziata molto più ampiamente della CIA, ha avuto un basso rilievo fino a pochi anni fa.
A causa del suo operato nel lavoro d'ascolto l'NSA è stata orientata significativamente verso studi crittografici, continuando il lavoro delle agenzie precedenti che sono state responsabili della rottura di molti algoritmi di crittografia durante la Seconda guerra mondiale.
Il quartier generale dell'NSA è a Fort George G. Meade nel Maryland, a circa 16 chilometri da Washington. Il Centro operativo dell'NSA è precisamente a 39°06′35.48″N 76°46′11.44″W. L'NSA ha la sua uscita riservata alle spalle di Baltimore-Washington Parkway etichettata come "Riservata ai soli dipendenti NSA" che è generalmente sorvegliata da due veicoli della polizia di stato del Maryland. Un dubbio riguardo alle sue operazioni sorge guardando la bolletta elettrica dell'edificio che ammonta a 21 milioni di dollari annui, rendendola la seconda più grande consumatrice di energia elettrica dell'intero stato del Maryland.
Le fotografie hanno mostrato la presenza di parcheggi per 18.000 autoveicoli, anche se molti suppongono che più del doppio dei restanti impiegati dell'NSA siano sparsi per il mondo intero.
Il lavoro di sicurezza nazionale del governo ha coinvolto l'NSA in numerose aree tecnologiche inclusa la progettazione di molti modelli hardware e software, la produzione di semiconduttori dedicati e avanzata ricerca crittografica. L'agenzia contratta con industrie private per materiali, equipaggiamenti e ricerche che non sviluppa autonomamente.

## Personale

### Direttori

#### AFSA
L'Armed Forces Security Agency (AFSA) fu l'agenzia che precedette la National Security Agency ed esistette dal 1949 al 1952.
| N. | Direttore                                  | Foto | Servizio | Mandato | Mandato | Presidenti      |
| N. | Direttore                                  | Foto | Servizio | Inizio  | Termine | Presidenti      |
| -- | ------------------------------------------ | ---- | -------- | ------- | ------- | --------------- |
| 1  | Retro ammiraglio Earl E. Stone (1895-1989) |      | USN      | 1949    | 1951    | Harry S. Truman |
| 2  | Maggior generale Ralph Canine (1895-1969)  |      | USA      | 1951    | 1952    | Harry S. Truman |

#### NSA
| N. | Direttore                                            | Foto                 | Servizio | Mandato         | Mandato         | Presidenti      |
| N. | Direttore                                            | Foto                 | Servizio | Inizio          | Termine         | Presidenti      |
| -- | ---------------------------------------------------- | -------------------- | -------- | --------------- | --------------- | --------------- |
| 1  | Maggior generale Ralph Canine (1895-1969)            |                      | USA      | 1952            | 1956            | Harry S. Truman |
| 1  | Maggior generale Ralph Canine (1895-1969)            | Dwight D. Eisenhower | USA      | 1952            | 1956            |                 |
| 2  | Tenente generale John Samford (1905-1968)            |                      | USAF     | 1956            | 1960            |                 |
| 3  | Vice ammiraglio Laurence Frost (1902-1977)           |                      | USN      | 1960            | 1962            |                 |
| 3  | Vice ammiraglio Laurence Frost (1902-1977)           | John F. Kennedy      | USN      | 1960            | 1962            |                 |
| 4  | Tenente generale Gordon Blake (1910-1997)            |                      | USAF     | 1962            | 1965            |                 |
| 4  | Tenente generale Gordon Blake (1910-1997)            | Lyndon B. Johnson    | USAF     | 1962            | 1965            |                 |
| 5  | Tenente generale Marshall Carter (1909-1993)         |                      | USA      | 1965            | 1969            |                 |
| 5  | Tenente generale Marshall Carter (1909-1993)         | Richard Nixon        | USA      | 1965            | 1969            |                 |
| 6  | Vice ammiraglio Noel Gayler (1914-2011)              |                      | USN      | 1969            | 1972            |                 |
| 7  | Tenente generale Samuel C. Phillips (1921-1990)      |                      | USAF     | 1972            | 1973            |                 |
| 8  | Tenente generale Lew Allen (1925-2010)               |                      | USAF     | 1973            | 1977            |                 |
| 8  | Tenente generale Lew Allen (1925-2010)               | Gerald Ford          | USAF     | 1973            | 1977            |                 |
| 8  | Tenente generale Lew Allen (1925-2010)               | Jimmy Carter         | USAF     | 1973            | 1977            |                 |
| 9  | Vice ammiraglio Bobby Ray Inman (1931-)              |                      | USN      | 1977            | 1981            |                 |
| 9  | Vice ammiraglio Bobby Ray Inman (1931-)              | Ronald Reagan        | USN      | 1977            | 1981            |                 |
| 10 | Tenente generale Lincoln Faurer (1928-2014)          |                      | USAF     | 1981            | 1985            |                 |
| 11 | Tenente generale William Odom (1932-2008)            |                      | USA      | 1985            | 1988            |                 |
| 12 | Vice ammiraglio William Studeman (1940-)             |                      | USN      | 1988            | 1992            |                 |
| 12 | Vice ammiraglio William Studeman (1940-)             | George H. W. Bush    | USN      | 1988            | 1992            |                 |
| 13 | Vice ammiraglio John M. McConnell (1943-)            |                      | USN      | 1992            | 1996            |                 |
| 13 | Vice ammiraglio John M. McConnell (1943-)            | Bill Clinton         | USN      | 1992            | 1996            |                 |
| 14 | Tenente generale Kenneth A. Minihan (1943-)          |                      | USAF     | 1996            | 1999            |                 |
| 15 | Tenente generale Michael Hayden (1945-)              |                      | USAF     | Marzo 1999      | 21 aprile 2005  |                 |
| 15 | Tenente generale Michael Hayden (1945-)              | George W. Bush       | USAF     | Marzo 1999      | 21 aprile 2005  |                 |
| 16 | Tenente generale/Generale Keith B. Alexander (1951-) |                      | USA      | 1º agosto 2005  | 28 marzo 2014   |                 |
| 16 | Tenente generale/Generale Keith B. Alexander (1951-) | Barack Obama         | USA      | 1º agosto 2005  | 28 marzo 2014   |                 |
| 17 | Ammiraglio Michael S. Rogers (1959-)                 |                      | USN      | 2 aprile 2014   | 4 maggio 2018   |                 |
| 17 | Ammiraglio Michael S. Rogers (1959-)                 | Donald Trump         | USN      | 2 aprile 2014   | 4 maggio 2018   |                 |
| 18 | Generale Paul M. Nakasone (1963-)                    |                      | USA      | 4 maggio 2018   | 2 febbraio 2024 |                 |
| 18 | Generale Paul M. Nakasone (1963-)                    | Joe Biden            | USA      | 4 maggio 2018   | 2 febbraio 2024 |                 |
| 19 | Generale Timothy D. Haugh (1969-)                    |                      | USAF     | 2 febbraio 2024 | 3 aprile 2025   |                 |
| 19 | Generale Timothy D. Haugh (1969-)                    | Donald Trump         | USAF     | 2 febbraio 2024 | 3 aprile 2025   |                 |
| 20 | Tenente Generale William J. Hartman                  |                      | USA      | 3 aprile 2025   | in carica       |                 |

### Vice direttori

#### AFSA
| N. | Foto | Direttore                                  | Servizio | Mandato       | Mandato     |
| N. | Foto | Direttore                                  | Servizio | Inizio        | Termine     |
| -- | ---- | ------------------------------------------ | -------- | ------------- | ----------- |
| 1  |      | Samuel P. Collins                          | USA      | Novembre 1950 | Aprile 1951 |
| 1  |      | Retro ammiraglio Joseph Wenger (1901-1970) | USN      | Novembre 1950 | Aprile 1951 |
| 1  |      | Roy H. Lynn                                | USAF     | Novembre 1950 | Aprile 1951 |
| 2  |      | Travis Hetherington                        | USAF     | 1951          | 1952        |

#### NSA
| N. | Foto | Direttore                                    | Servizio | Mandato         | Mandato           |
| N. | Foto | Direttore                                    | Servizio | Inizio          | Termine           |
| -- | ---- | -------------------------------------------- | -------- | --------------- | ----------------- |
| 1  |      | Retro ammiraglio Joseph Wenger (1901-1970)   | USN      | Dicembre 1952   | Novembre 1953     |
| 2  |      | Maggior generale John Ackerman (1909-1981)   | USAF     | Novembre 1953   | Giugno 1956       |
| 3  |      | Tenente generale John A. Samford (1905-1968) | USAF     | Giugno 1956     | Agosto 1956       |
| 4  |      | Joseph H. Ream                               | —        | 1956            | 1957              |
| 5  |      | H. T. Engstrom                               | —        | 1957            | 1958              |
| 6  |      | Louis W. Tordella (1911-1996)                | —        | 1º agosto 1958  | 21 aprile 1974    |
| 7  |      | Benson K. Buffham (1919-2019)                | —        | 22 aprile 1974  | 30 aprile 1978    |
| 8  |      | Robert E. Drake (1923-2006)                  | —        | 1º maggio 1978  | 30 marzo 1980     |
| 9  |      | Ann Z. Caracristi (1921-2016)                | —        | 1º aprile 1980  | 30 luglio 1982    |
| 10 |      | Robert E. Rich (1926-)                       | —        | 31 luglio 1982  | 3 luglio 1986     |
| 11 |      | Charles R. Lord (1931-1993)                  | —        | 9 luglio 1986   | 13 marzo 1988     |
| 12 |      | Gerald R. Young                              | —        | 14 marzo 1988   | 28 luglio 1990    |
| 13 |      | Robert L. Prestel (1936-)                    | —        | 29 luglio 1990  | 1º febbraio 1994  |
| 14 |      | William P. Crowell (1940-)                   | —        | 2 febbraio 1994 | 12 settembre 1997 |
| 15 |      | Barbara McNamara (1942-)                     | —        | Ottobre 1997    | Giugno 2000       |
| 16 |      | William B. Black, Jr. (1936-)                | —        | Giugno 2000     | Agosto 2006       |
| 17 |      | John C. Inglis                               | —        | Agosto 2006     | Gennaio 2014      |
| 18 |      | Richard Ledgett                              | —        | 3 aprile 2014   | in carica         |

### Criptoanalisti famosi
- Agnes Meyer Driscoll
- William Friedman
- Solomon Kullback
- Frank Rowlett
- Abraham Sinkov
- Louis W. Tordella
- Dorothy Blum

## Sistemi di crittografia dell'NSA
L'NSA è responsabile delle componenti legate alla cifratura in questi sistemi:
- EKMS Electronic Key Management System
- FNBDT Future Narrow Band Digital Terminal
- Fortezza crittografia basata su gettone di cifratura portatile in formato PC Card
- KL-7 ADONIS macchina di cifratura a rotore fuori linea (post-II g. m.-anni 1980)
- KW-26 ROMULUS cifratore per telescrivente elettronica in linea encryptor (anni 1960–anni 1980)
- KW-37 JASON cifratore per trasmissioni di flotta (anni 1960–anni 1990)
- KY-57 VINSON cifratore di voce per radio tattica
- SINCGARS radio tattica con salto di frequenza controllato crittograficamente
- STE secure telephone equipment
- STU-III vecchia versione di unità telefonica sicura

## Attività SIGINT passate e presenti
- Ultra
- Magic (crittografia)
- Purple code
- Progetto Venona
- Incidente del golfo del tonchino
- incidente della USS Liberty
- USS Pueblo (AGER-2)
- ECHELON

### Computer della NSA
- FROSTBURG
- HARVEST

## Nella finzione
Numerose opere di finzione, tra cui film, serie televisive, romanzi e videogiochi presentano personaggi legati all'NSA o in cui l'organismo gioca un ruolo importante ai fini della trama.
Tra i libri figurano Warpath, Il progetto Trinity, Crypto di Dan Brown ed i romanzi di Patrick Robinson. Nella serie di romanzi e videogiochi Splinter Cell il protagonista, Sam Fisher, è un agente dell'NSA.
Sul grande schermo l'NSA appare in opere come Nemico pubblico, Codice Mercury, The Forgotten, xXx e Jumper - Senza confini. L'organismo viene anche menzionato in film come Will Hunting - Genio ribelle e Gli incredibili.
Nei videogiochi, oltre a Sam Fisher, altri personaggi che lavorano presso l'NSA sono Trent Easton, personaggio di Perfect Dark, e John White in Infamous.
Per quanto riguarda le serie televisive, l'NSA compare in Chuck, 24, Jake 2.0, Seven Days, Person of Interest e Obliterated - Una notte da panico